# Memoryhouse
Memoryhouse là một ban nhạc Indie được thành lập năm 2010 tại Toronto, Ontario, Canada. Nhóm gồm 2 thành viên là: Evan Abelee (sáng tác chính) và Denise Nouvion (ca sĩ).

## Singles
Lately (2010),
Caregiver (2010)

## Album chính
- The Years (2010),
- The Years EP(2011),
- Album TBD (2012)